# Židlochovice

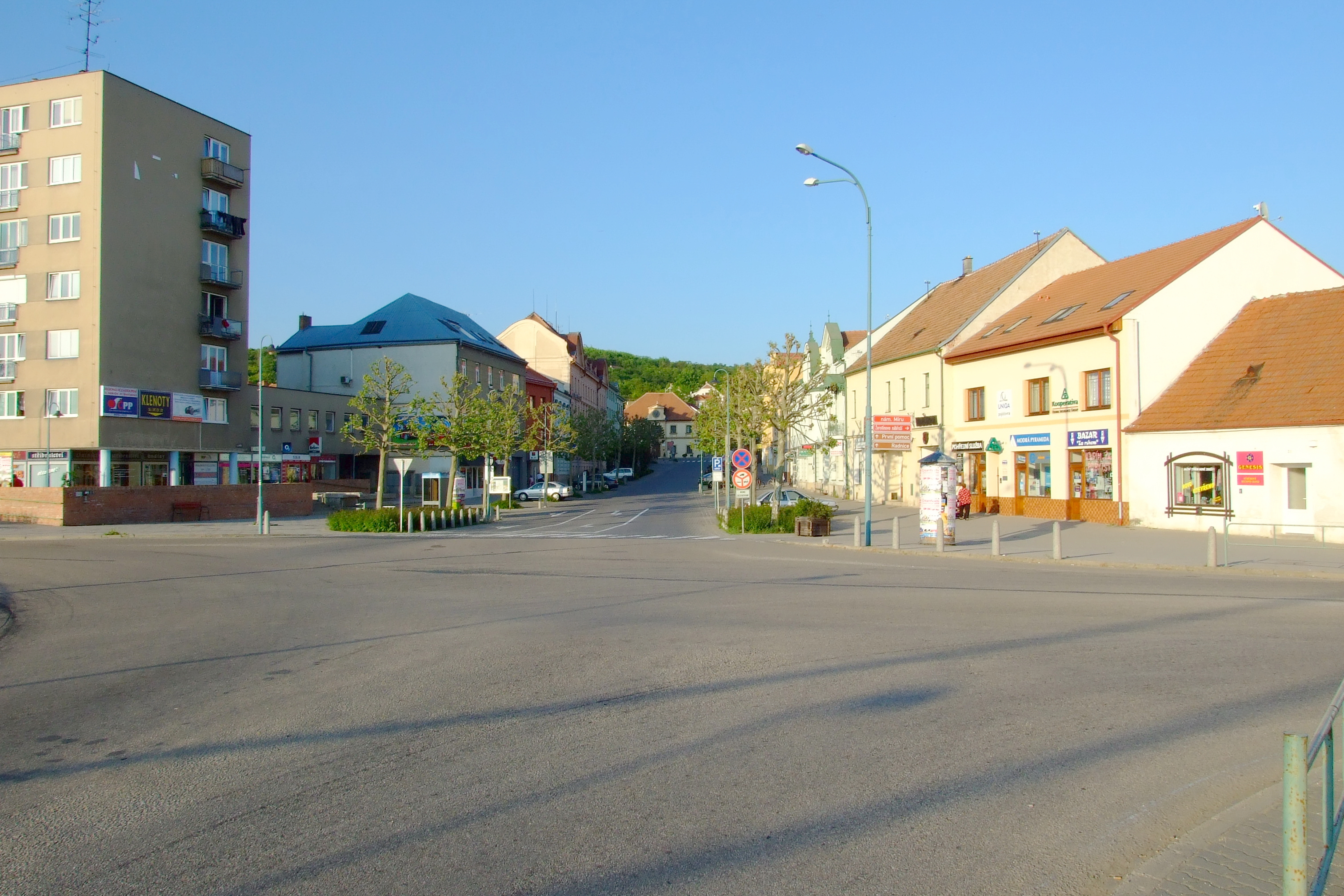
Vista de Židlochovice

Židlochovice és una vila de Moràvia, a la República Txeca, a la regió de Moràvia Meridional. El seu nom en alemany és Groß-Seelowitz.

## Descripció
El terme municipal és petit, només 5,93 km2, i té una població que ronda els 3.000 habitants. La zona és coneguda per les seves vinyes.

## Referències històriques

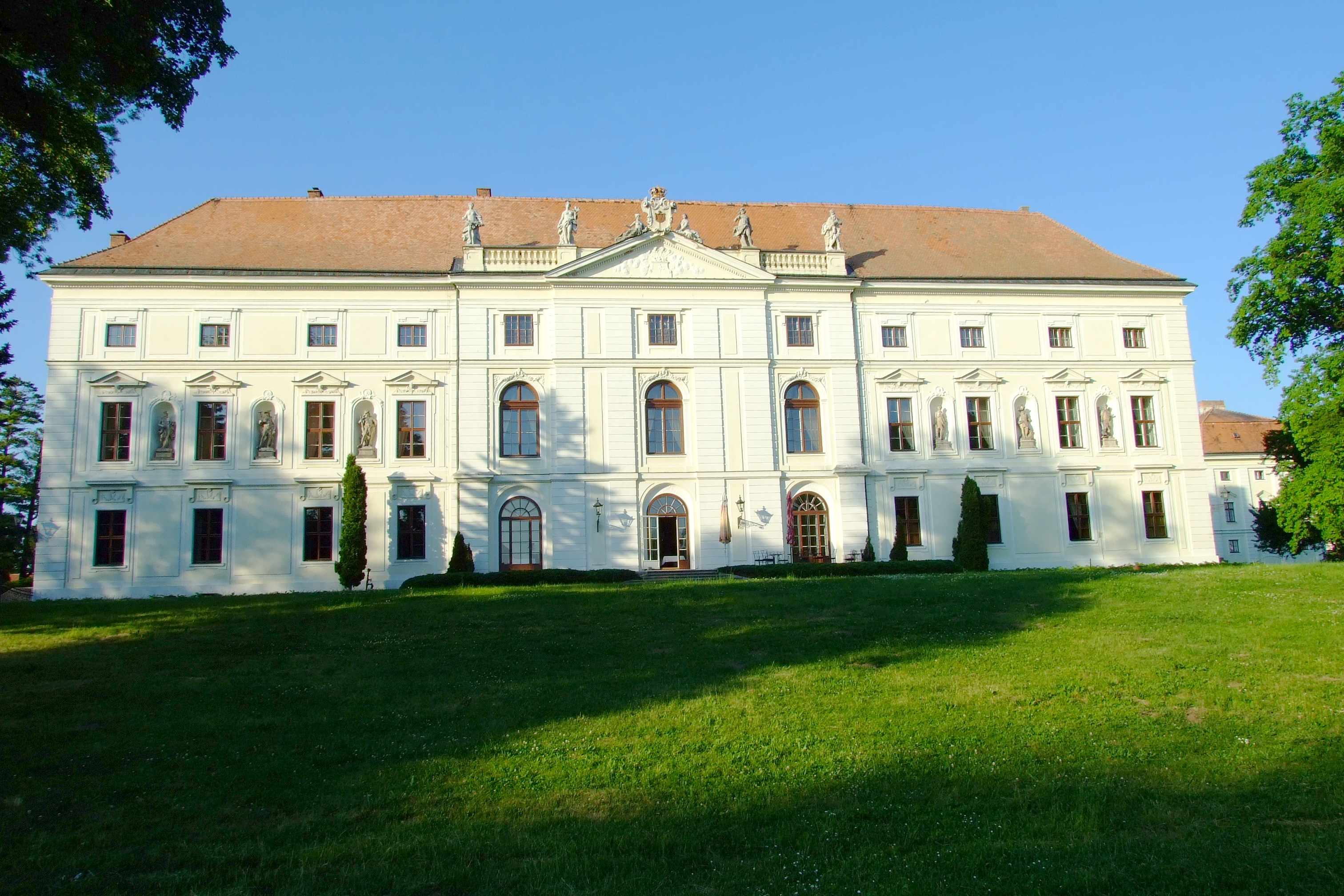
El castell de Židlochovice